# Nicolás Asencio
Nicolás Geovanny Asencio Espinoza (Machala, 26 aprile 1975) è un ex calciatore ecuadoriano, di ruolo attaccante.

## Carriera

### Club
Debutta nel 1993, a 18 anni, nel Barcelona Sporting Club di Guayaquil, segnando un gol nelle cinque partite che gli vengono messe a disposizione dall'allenatore. Nel 1994 e nel 1995 va a fare esperienza nel 9 de Octubre e nell'Aucas. Nel 1996 torna alla società di partenza, segnando 34 reti in 93 partite. Nel 1999 si trasferisce al calcio messicano nei Tecos de la UAG. Nel 1999 passa per una stagione in Argentina, al Ferro Carril Oeste. Nel 2000 torna al Barcelona, per trasferirsi l'anno seguente al CD Los Millonarios.
Nel 2001 torna in Ecuador, segnando in tre stagioni 35 reti per il Barcelona Sporting Club; nel 2004 passa all'El Nacional di Quito, dove segna una rete nelle 33 partite disputate. Dopo brevi esperienze al Corbeloa e al Jorge Wilstermann, nel 2008 gioca al Macará.

### Nazionale
Per la nazionale di calcio ecuadoriana, ha fatto parte della lista di 23 convocati al campionato del mondo 2002, totalizzando 20 presenze dal 1995 al 2003.

## Palmarès

### Club

#### Competizioni nazionali
- Campionato ecuadoriano: 2

Barcelona SC: 1997
Deportivo Quito: 2009

#### Competizioni internazionali
- Coppa Merconorte: 1

Millonarios: 2001